# Elater
Genre
Elater est un genre d'insectes de la famille des Elateridae.

## Liste des espèces
Selon GBIF (27 novembre 2023) :
- Elater abruptus Say, 1825
- Elater amplicollis Schönherr, 1817
- Elater asmodaius Wurst, 1994
- † Elater asmodeus Zhang, 1989
- Elater atomarius Fabricius, 1798
- Elater aulicus Panzer, 1800
- † Elater berryi Wickham, 1929
- Elater bimaculatus Fourcroy, 1785
- Elater bructeri Panzer, 1796
- † Elater burmitinus Cockerell, 1917
- † Elater canabinus Zhang, 1989
- Elater distinctus Herbst, 1806
- Elater dorsalis Paykull, 1800
- Elater elegans Fabricius, 1792
- Elater equestris Fabricius, 1798
- Elater erciatus Linnaeus, 1758
- Elater excavatus Fabricius, 1801
- Elater exstinctus Illiger, 1807
- Elater fasciatus Drury, 1782
- Elater fauveli Fleutiaux, 1891
- Elater ferrugineus Linnaeus, 1758
- Elater flabellicornis Linnaeus, 1767
- Elater flavicornis Panzer, 1799
- † Elater florissantensis Wickham, 1916
- Elater fulgidus Houttuyn
- Elater fulvipes Herbst, 1806
- Elater gigas Fabricius, 1801
- Elater intermedius Herbst, 1806
- Elater lampadion Illiger, 1807
- Elater lecontei
- Elater lepidotus Palisot de Beauvois, 1805
- Elater lineatus Olivier, 1790
- Elater lucernula Illiger, 1807
- Elater lucidulus Illiger, 1807
- Elater luminosus Illiger, 1807
- Elater madagascariensis Gory, 1833
- Elater mesomelus Linnaeus, 1758
- † Elater mitrus Zhang, 1989
- † Elater naumanni Giebel, 1856
- Elater niger Houttuyn
- Elater nobilis Illiger, 1800
- Elater ovalis Germar, 1823
- Elater phosphoreus Linnaeus, 1758
- Elater pyrophanus Illiger, 1807
- Elater quadrimaculatus Olivier, 1790
- Elater rectangularis Say, 1825
- † Elater rohweri Wickham, 1916
- Elater scriptus Fabricius, 1801
- † Elater scudderi Wickham, 1916
- Elater serricornis Herbst, 1806
- Elater solskyi
- Elater speculator Illiger, 1807
- Elater sticticus Panzer, 1800
- Elater sulcatus Fabricius, 1777
- Elater syriacus Linnaeus, 1758
- Elater taeniatus Panzer, 1795
- Elater tauricus (Schwarz, 1897)
- Elater trifasciatus Panzer, 1792
- † Elater wallesii Hope, 1837
- † Elater wisniowskii Łomnicki, 1902

## Systématique
Le nom valide complet (avec auteur) de ce taxon est Elater Linnaeus, 1758.
Elater a pour synonymes :
- Ludius Berthold, 1827
- Morous Gistl, 1834
- Octamenogonoides Yablokov-Khnzoryan, 1961
- Steatoderes Gistel, 1856